# Palau de Soestdijk
El Palau de Soestdijk és una de les quatre residències oficials de la família reial neerlandesa. Fou al llarg de sis dècades la residència preferida de la reina Juliana I dels Països Baixos i del seu marit, el príncep Bernat de Lippe-Biesterfeld.
Format per un cos central del qual es desprenen dues ales, el palau es troba al municipi neerlandès de Soest a la província d'Utrecht.
Fou construït l'any 1678 per l'arquitecte Maurits Post per tal de convertir-se en un pavelló de caça per a l'stadhouder Guillem III d'Orange-Nassau. Durant les guerres napoleòniques, el palau fou ocupat per les forces franceses i no fou fins al final de la guerra que retornà en mans de la família reial neerlandesa. Durant la contesa patí un greu espoli.
L'any 1971 la propietat del Palau passà a mans de l'Estat neerlandès, tot i que romangué per a ús de la família reial neerlandesa.